# Quinto Víbio Segundo
Quinto Víbio Segundo (em latim: Quintus Vibius Secundus) foi um senador romano nomeado cônsul sufecto para o nundínio de março a abril de 86 d.C. com um colega de nome desconhecido. Nascido e criado em Roma, Segundo era membro da prestigiosa gente Víbia. Seu irmão era o influente político Lúcio Júnio Quinto Víbio Crispo, cônsul três vezes. É possível que ele seja parente do cônsul sufecto Lúcio Víbio Sabino, pai da imperatriz Víbia Sabina, esposa de Adriano.

## Carreira
No final de 60, Segundo foi condenado por extorsão pelos habitantes da Mauritânia e foi exilado da Itália, só escapando da morte por causa do irmão. Reconvocado a Roma na época de Domiciano, foi cônsul sufecto em 86 e depois foi nomeado procônsul da Ásia entre 101 e 102 d.C..